# 卡拉斯
卡拉斯（法語：Callas，法語發音：[kalas]）是法国普罗旺斯-阿尔卑斯-蓝色海岸大区瓦尔省的一个市镇，属于德拉吉尼昂区。

## 地理
卡拉斯（43°35'35"N, 6°32'18"E）面积49.26 平方千米，位于法国普罗旺斯-阿尔卑斯-蓝色海岸大区瓦尔省，该省份为法国东南部沿海省份，北起上普罗旺斯阿尔卑斯省，西北角与沃克吕兹省接壤，西接罗讷河口省，南濒地中海，东临滨海阿尔卑斯省。
与卡拉斯接壤的市镇（或旧市镇、城区）包括：巴尼奥勒昂福雷、巴尔热蒙、克拉维耶、菲加尼耶尔、蒙费拉、拉莫特、勒米、圣保罗昂福雷、塞扬。

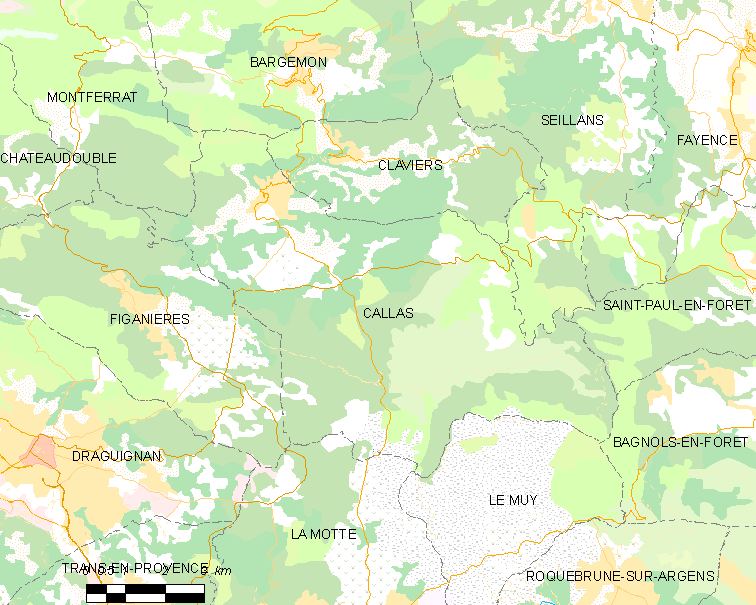
卡拉斯的OSM定位图

卡拉斯的时区为UTC+01:00、UTC+02:00（夏令时）。

## 行政
卡拉斯的邮政编码为83830，INSEE市镇编码为83028。

## 政治
卡拉斯所属的省级选区为弗拉约斯克县。

## 人口

1962-2008年间卡拉斯人口变化图示

卡拉斯于2022年1月1日时的人口数量为2069人。